# جزيرة النباتات

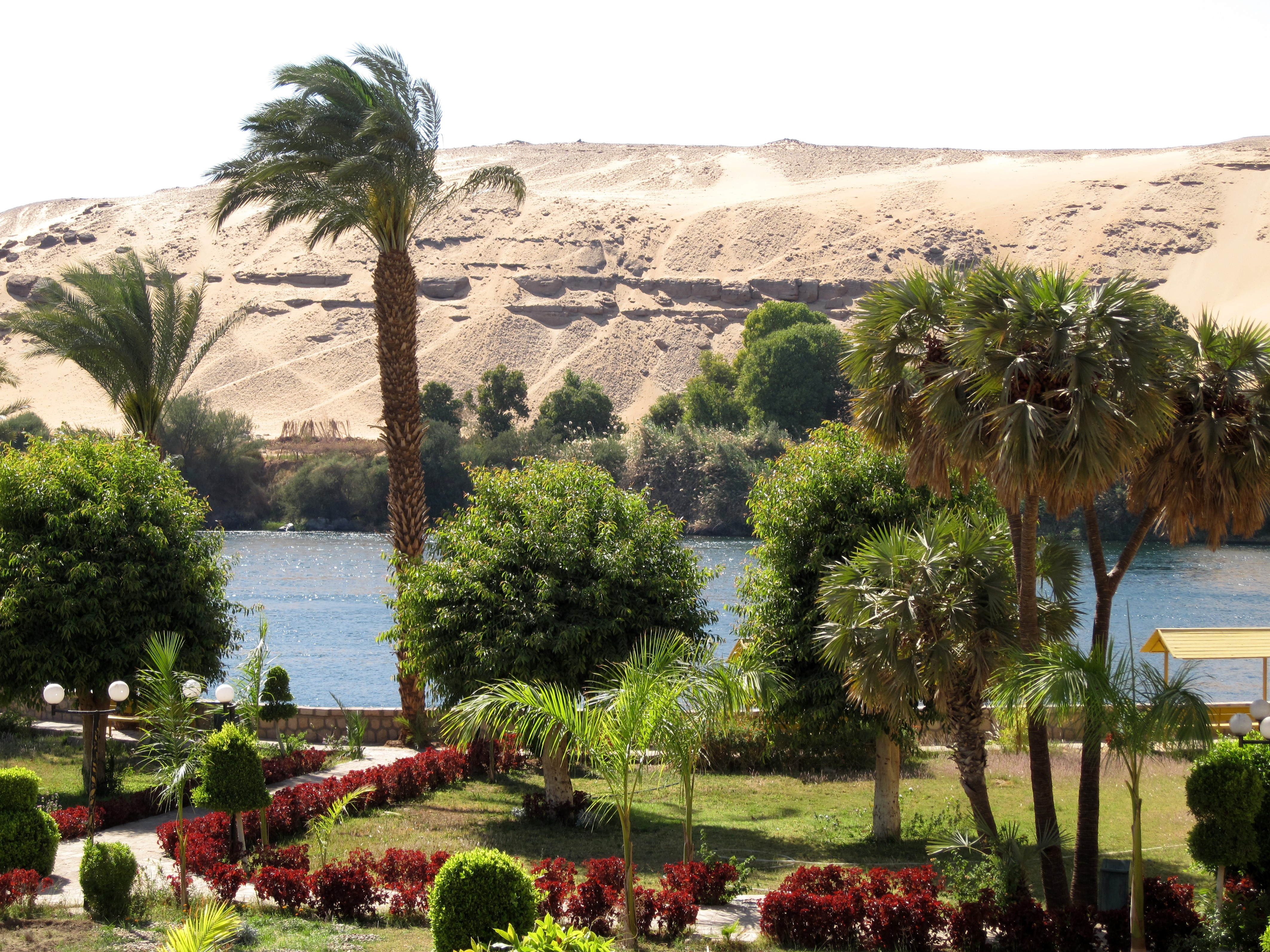
صورة لجزيرة النباتات

جزيرة النباتات هي أحد أهم المزارات السياحية في مدينة أسوان وواحدة من أقدم الحدائق بالعالم، تقع حديقة النباتات بأسوان على جزيرة بأكملها. وتحتوى على العديد من الأشجار والنباتات النادرة، شهدت جزيرة النباتات زيارة العديد من الشخصيات التاريخية البارزة لعل أهمهم: نهرو رئيس وزراء الهند وجوزيف تيتو رئيس يوغسلافيا، بالإضافة إلى الملكة إليزابيث ملكة بريطانيا العظمى.

## تاريخها
كان يستوطنها النوبيون وقد سموها حديقة النطرون، ثم إستخدمها الإنجليز لاحقا في أواخر القرن التاسع عشر كقاعدة عسكرية وسموها جزيرة السرادار، لكن الملك فؤاد الأول قام مرة أخرى بتغيير إسمها لتصبح جزيرة الملك، إلى أن قامت الثورة المصرية في يوليو 1952 ليأمر الرئيس الراحل جمال عبد الناصر بتسميتها أخيرا بجزيرة النباتات،

## مساحتها
وقد أقيمت جزيرة النباتات على مساحة 17 فدان ، وتم تقسيمها على هيئة 7 قطاعات من الحياة النباتية النادرة والمعمرة، والتي يتم تهيئة الظروف المناخية الملائمة لها بواسطة الصوبات البلاستيكية على النحو التالى:
- مجموعة الأشجار الخشبية: مثل خشب الأبنوس ، الماهوجنى ، والصندل .
- أشجار الفواكه الاستوائية: مثل الباباظ والجاك فروت.
- النباتات الطبية والعطرية: مثل السواك ، التمر الهندى ، الخروب ، القرنفل، الحبهان، الكركدية ، الزنجبيل ، والبردقوش الذي يعرف أيضاً بالمردقوش.
- نباتات التوابل: مثل الشطة والفلفل الأسمر.
- نباتات الزينة: مثل الفل، الياسمين ، الجارونيا، التوليب ، والبتونيا.
- النباتات الزيتية: مثل نخيل الزيت، نخيل جوز الهند ، وأشجار الزيتون .
- مجموعة النخيل: مثل نخيل الدوم ، نخيل جوز الهند، ونخيل البلح .

## إنشاءات
تم إنشاء ممرات مغطاه بالجرانيت الأسوانى كفاصل بين هذه القطاعات، وتوجد أشجار النخيل على جانبى هذه الممرات وتم إنشاء متحفا للأحياء النباتية والمائية على الجزيرة، مما جعلها مقصدا لكل المهتمين بدراسة الجيولوجيا والبيولوجيا القديمة، وخصوصا أنها تحوى مركزا بحثيا متخصصا في هذا الشأن العلمي.

## معرض الصور

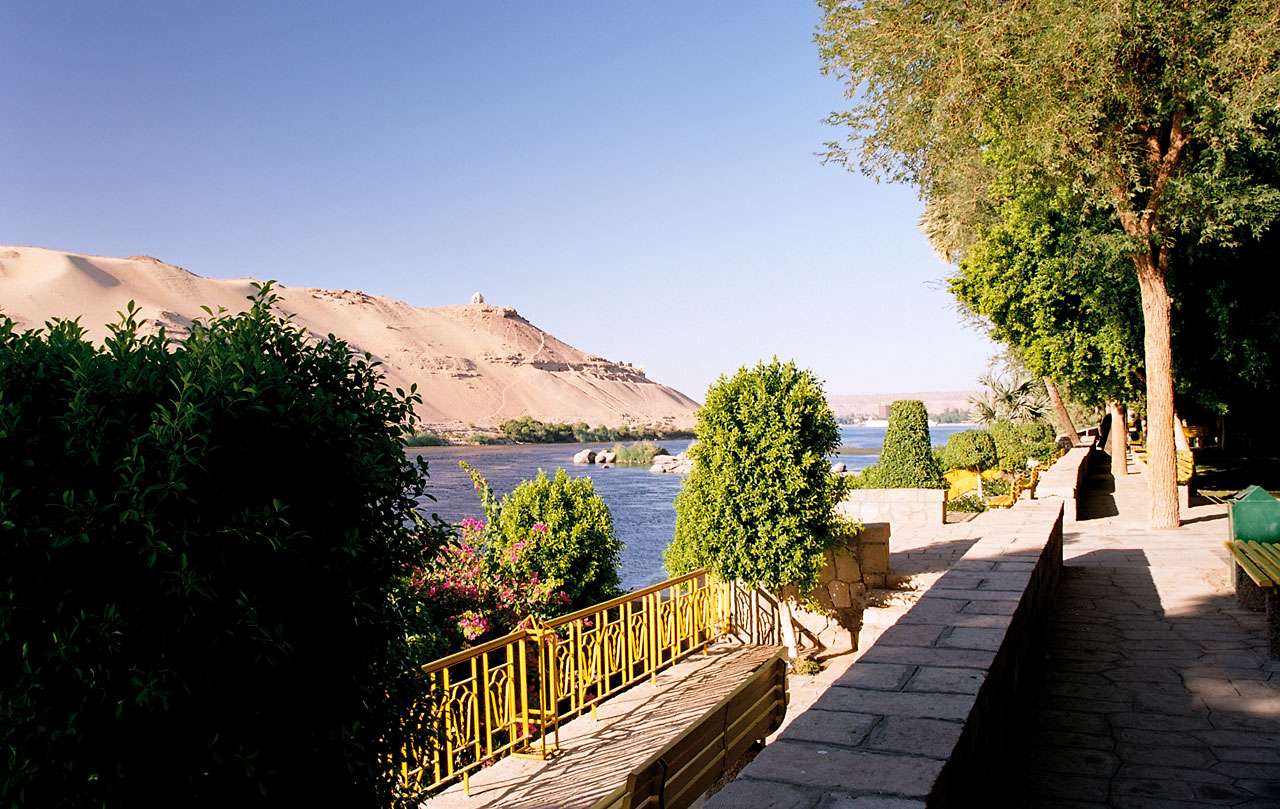
A view to Nile's west bank from the Aswan Botanical Garden.
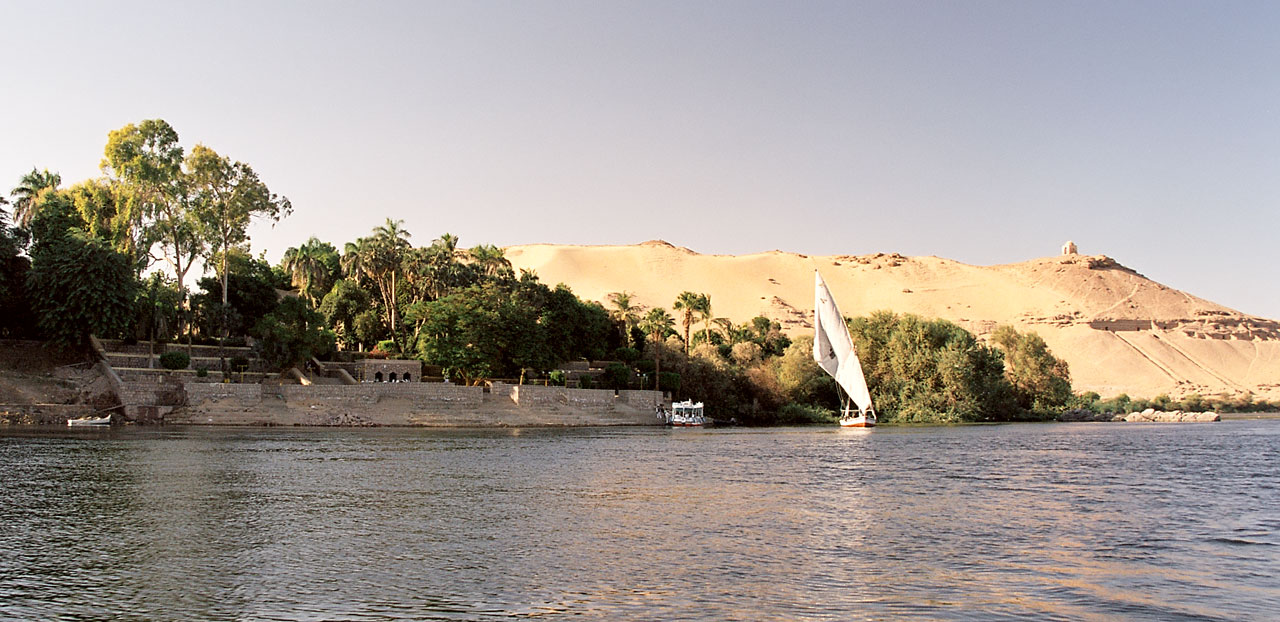
A view to the inbound felucca wharf on Kitchener's Island.
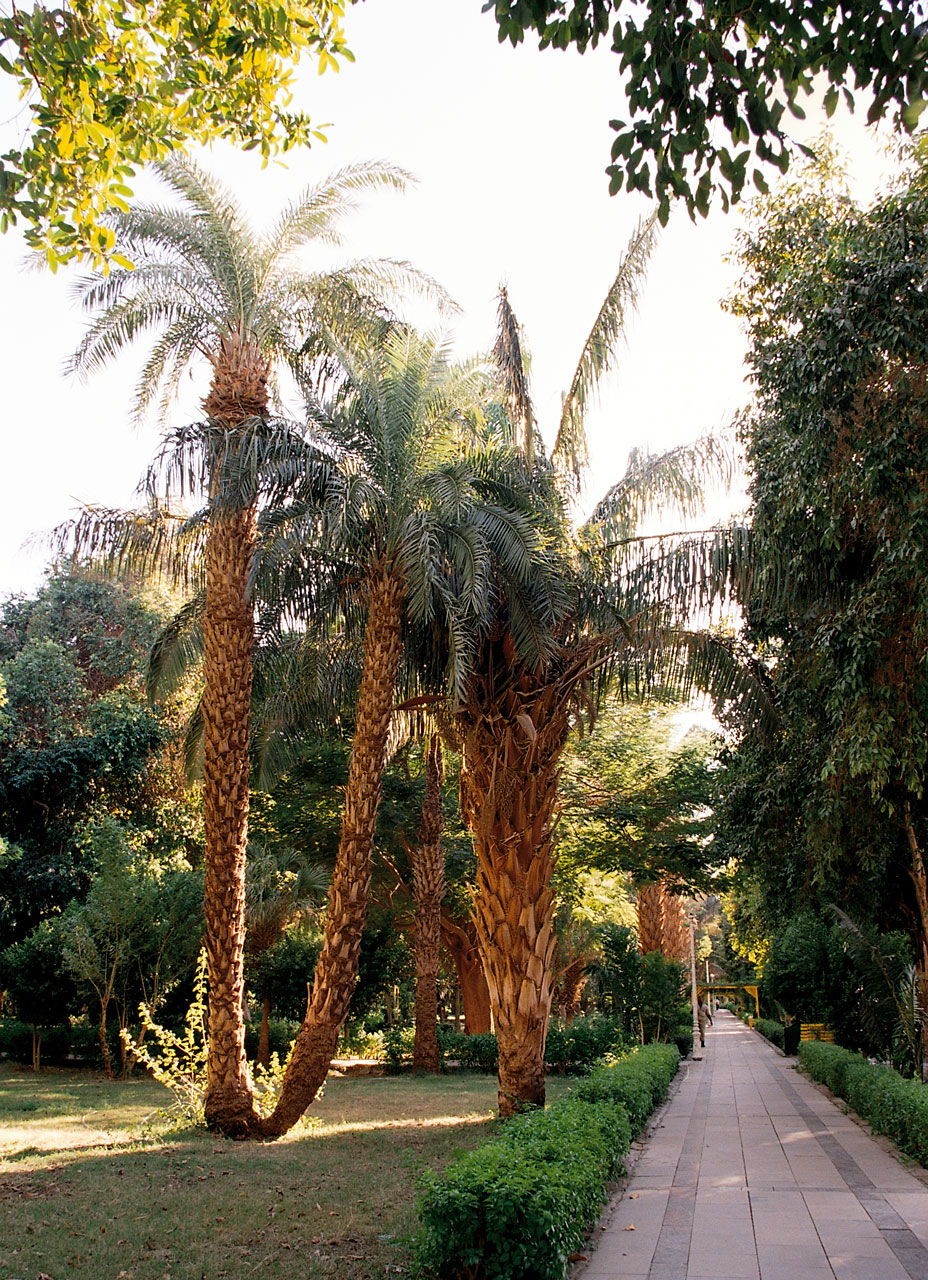
Palm trees at Aswan Botanical Garden.
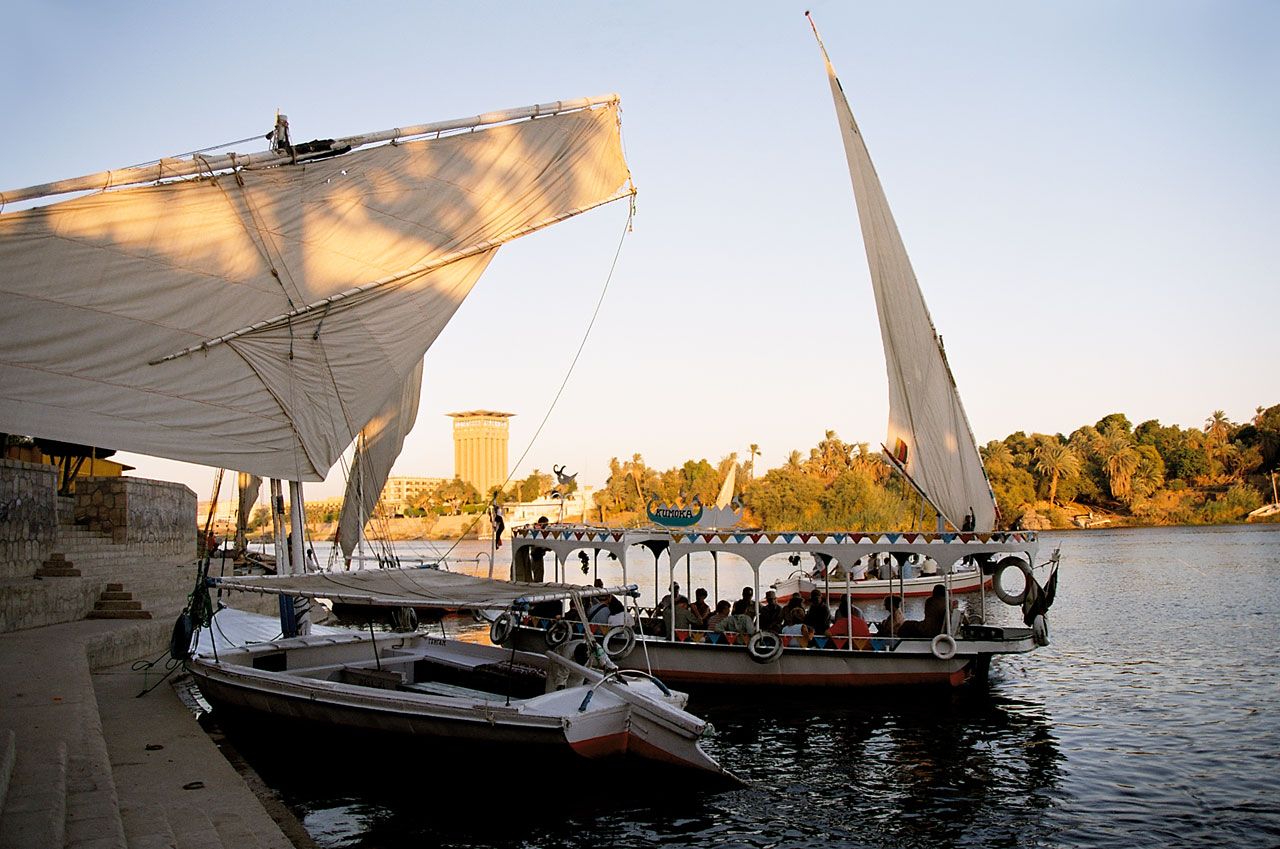
An outbound felucca wharf on Kitchener's Island
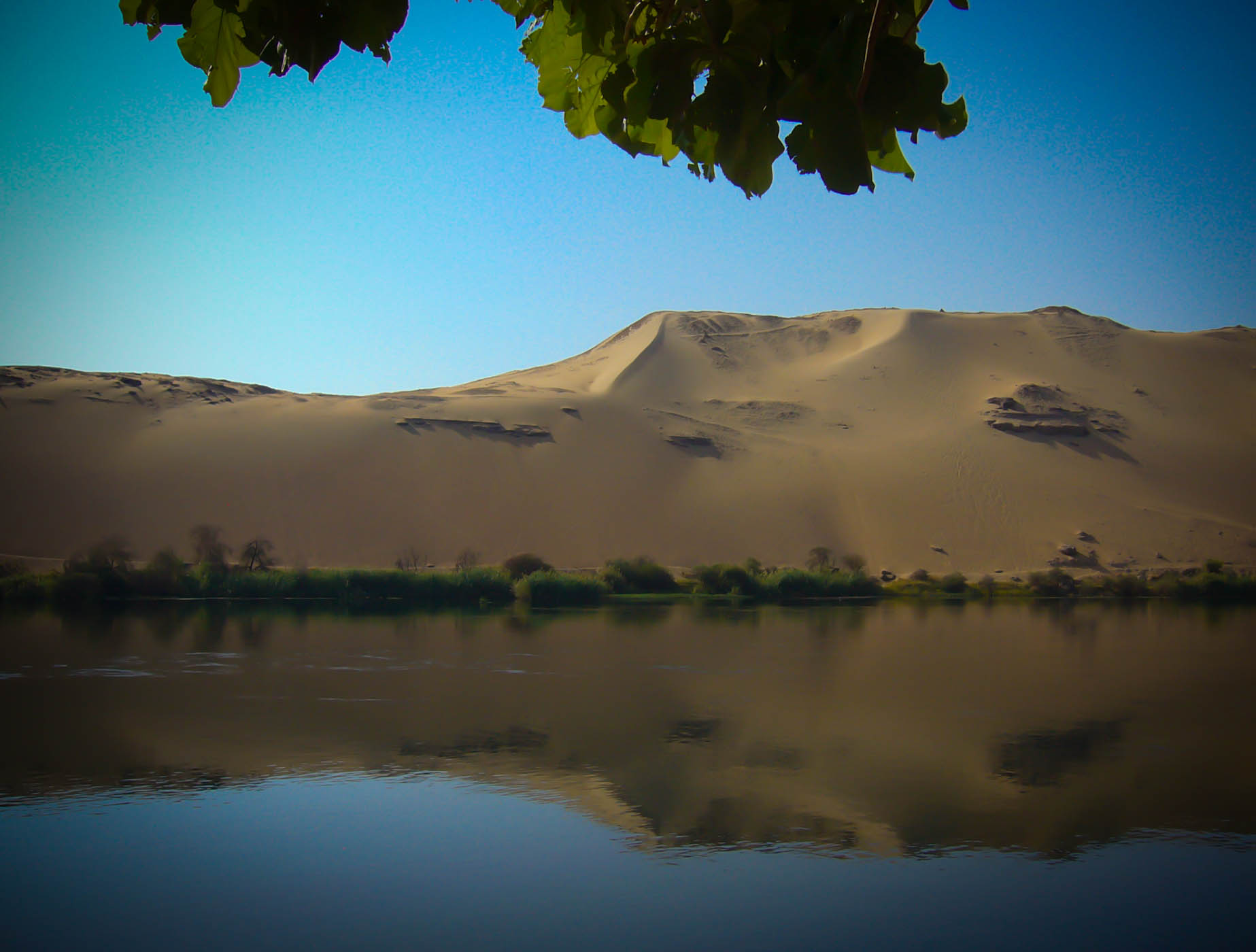
A view to Nile's west bank from Kitchener's Island.